# Marchémoret
Marchémoret település Franciaországban, Seine-et-Marne megyében. Lakosainak száma 614 fő (2022. január 1.). Marchémoret Oissery, Rouvres, Saint-Mard, Saint-Pathus, Saint-Soupplets, Lagny-le-Sec és Montgé-en-Goële községekkel határos.

## Népesség
A település népességének változása:
| Lakosok száma | 553  | 561  | 569  | 564  | 568  | 583  | 594  | 604  | 614  |
|               | 2013 | 2015 | 2016 | 2017 | 2018 | 2019 | 2020 | 2021 | 2022 |